# Taurinya
Taurinya – miejscowość i gmina we Francji, w regionie Oksytania, w departamencie Pireneje Wschodnie.
Według danych na rok 1990 gminę zamieszkiwało 248 osób, a gęstość zaludnienia wynosiła 17 osób/km² (wśród 1545 gmin Langwedocji-Roussillon Taurinya plasuje się na 668. miejscu pod względem liczby ludności, natomiast pod względem powierzchni na miejscu 544.).

## Zabytki
Zabytki na terenie gminy posiadające status monument historique:
- kościół św. Fruktuozusa (Église Saint-Fructueux de Taurinya)
- ruiny kościoła św. Walentego de Corts (Église Saint-Valentin de Corts)

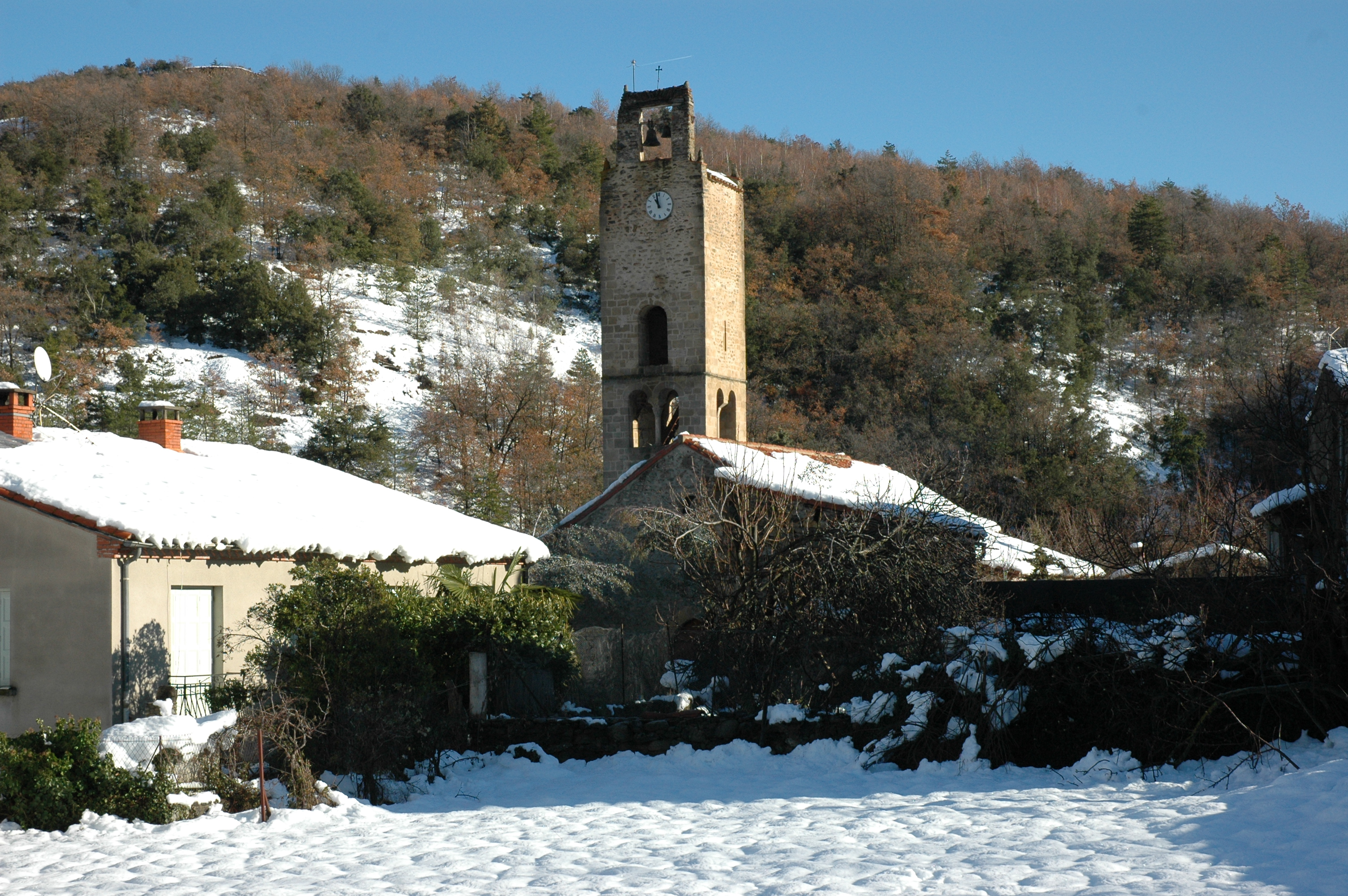
Kościół św. Fruktuozusa (2008)
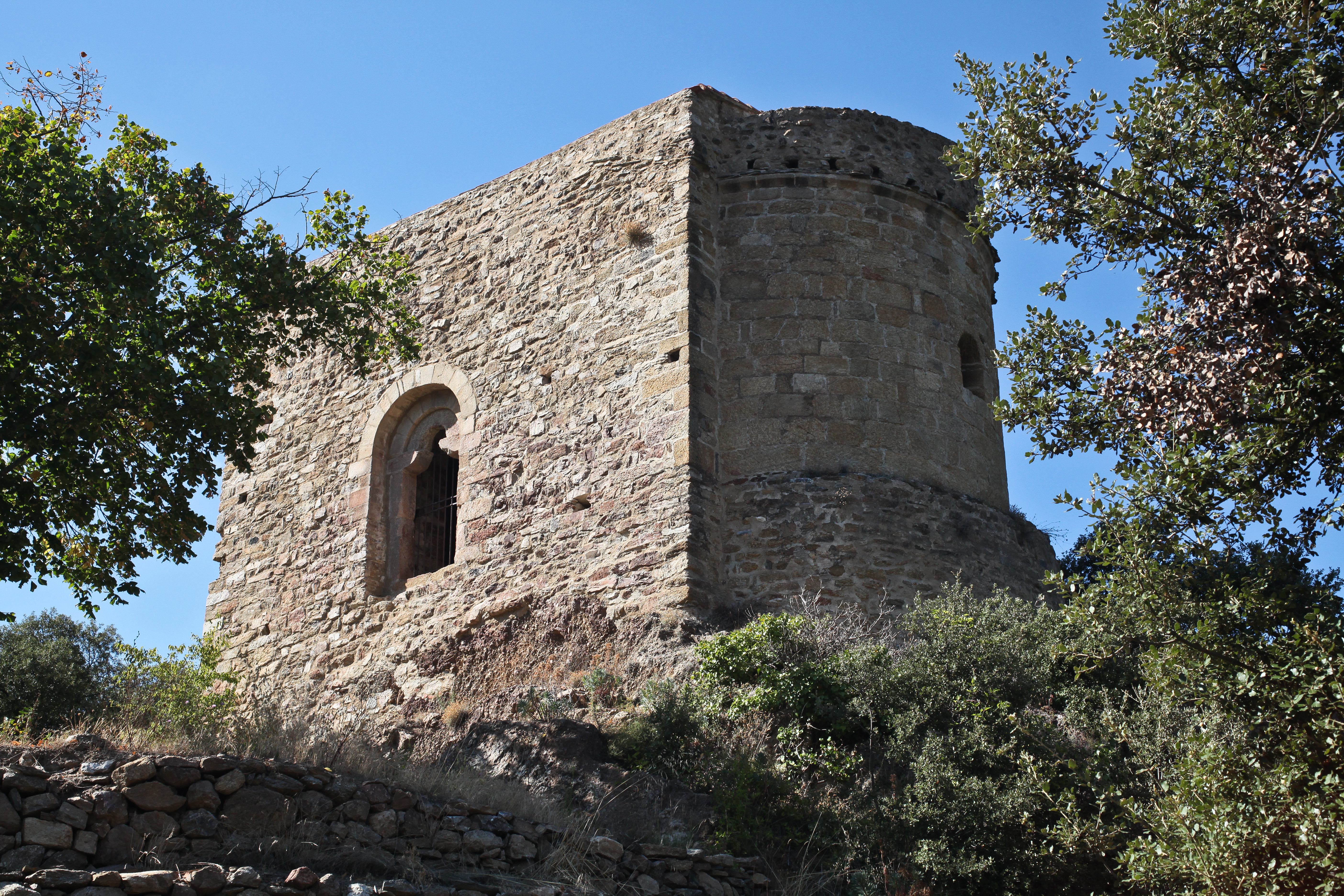
Ruiny kościoła św. Walentego de Corts (2013)

## Populacja

Populacja Taurinya w latach 1962–2008